# Lindsaea pallida
Lindsaea pallida är en ormbunkeart som beskrevs av Kl. Lindsaea pallida ingår i släktet Lindsaea och familjen Lindsaeaceae. Inga underarter finns listade.